# Kliusî, Snovsk
Kliusî (în ucraineană Клюси) este localitatea de reședință a comunei Kliusî din raionul Snovsk, regiunea Cernihiv, Ucraina. În secolul al XIX-lea, satul făcea parte din volostul Moșcenka, uezdul Horodnea.

## Demografie
Componența lingvistică a localității Kliusî
     Ucraineană (89,51%)
     Rusă (10,14%)
     Alte limbi (0,35%)
Conform recensământului din 2001, majoritatea populației localității Kliusî era vorbitoare de ucraineană (89,51%), existând în minoritate și vorbitori de rusă (10,14%).